# Scoparia tritocirrha
Scoparia tritocirrha là một loài bướm đêm trong họ Crambidae.